# William Granda
William Granda Lewis (Ciego de Ávila, 8 agosto 1985) è un cestista cubano.

## Carriera
Con Cuba ha disputato i Campionati americani del 2015.